# Autographa gammaaurina
Autographa gammaaurina là một loài bướm đêm trong họ Noctuidae.